# Asedio de Santafé de Bogotá
El asedio de Santafé de Bogotá tuvo lugar entre el 10 y el 12 de diciembre de 1814 y fue el epílogo de la guerra civil entre Centralistas y Federalistas. La batalla concluyó con la rendición y saqueo de la capital virreinal y la unificación de la Nueva Granada a manos de los federalistas.

## Antecedentes

### Derrota de Nariño
El 29 de agosto de 1813, el teniente general Antonio Nariño renuncia al gobierno de la provincia de Cundinamarca a favor de Manuel de Bernardo Álvarez y marcha a Popayán para enfrentar a los realistas del sur con un ejército de 1200 infantes y 200 jinetes cundinamarqueses, la mayoría bisoños. Se le solicita apoyo a las provincias vecinas, lo que cumplen a regañadientes El Socorro y Tunja. De todas formas, la fuerza patriota alcanzó los 1500 infantes, 500 jinetes y un parque con abundante artillería, pero la expedición acabó desastrosamente en los ejidos de San Juan de Pasto el 10 de mayo de 1814. Al día siguiente, el ejército republicano se retiró mandado por el brigadier general José María Cabal. El general Nariño es dejado atrás y deambula por tres días en los bosques cercanos hasta decidir entregarse a sus enemigos. Ante esta crisis, Álvarez asume una dictadura el 1 de junio por un período de seis meses.

### Refugiados venezolanos
El 25 de septiembre, desembarcan en Cartagena de Indias, Simón Bolívar y Santiago Mariño, ambos venezolanos con el rango de general de brigada. Cinco días más tardes publicaban en la Gaceta Oficial de Cartagena una narración de la caída de la Segunda República de Venezuela. La estadía de Bolívar en el puerto fue breve, poco después marchó al interior.
No eran los únicos, muchos oficiales y políticos venezolanos llegaron huyendo de la derrota sufrida en Venezuela. El general de brigada Rafael Urdaneta comandó la Emigración de Occidente, evacuando 2000 hombres desarmados de la guarnición de San Carlos, seguidos por cerca de 6000 mujeres, niños y ancianos que quisieron acompañarlos a los que dejaba en los pueblos por donde pasaba. Las guerrillas monárquicas los habían acosado todo el camino hasta la Nueva Granada como lo habían hecho a los patriotas que huían de Caracas en la emigración a Oriente. Urdaneta había remontado el río Apure y llegaba a Cúcuta el 10 de octubre con los restos de su división, permaneciendo ahí hasta recibir órdenes secretas de Bolívar para viajar a Tunja, partiendo el 8 de noviembre. El día 14 Urdaneta y Bolívar se encuentran en Pamplona. El 22 de noviembre llegan a Tunja, donde Bolívar se presenta ante el Congreso federal y dos días más tarde, es ascendido a general de división. El Congreso aprovechaba la ocasión para sumar a los recién llegados a sus tropas y atacar a su rival debilitado.

### Movilización
El 28 de noviembre en Tunja, el Congreso ofreció a Bolívar el mando de un ejército de neogranadinos y venezolanos con la misión de tomar Santafé de Bogotá, lo cual fue aceptado. Al día siguiente, el Congreso le declaró la guerra al Estado Libre de Cundinamarca. Por otra parte, entre el 30 de noviembre y el 1 de diciembre, los veteranos de Urdaneta llegaron a Tunja. Así, las distintas unidades federales salen de Tunja a Santafé entre el 2 y 4 de diciembre. El conflicto entre centralistas, federalistas y realistas de Nueva Granada nunca alcanzó el grado de violencia que se vivió en Venezuela por la ausencia de una fuerte tradición marcial y siempre fue una «guerra cívica», es decir, una lucha entre ciudades, no una guerra civil entre castas como la que vivieron los venezolanos.
Los federales controlaban la mayoría de la población, pero al dividirse en «provincias soberanas» y carecer de unidades profesionales les dificultó organizar ejércitos; sólo Cartagena y Santafé tenían soldados de línea, apenas 3000, la mayoría en la primera, el resto de las provincias sólo milicias mal entrenadas. Hubo otro factor que también ayudo a dificultar las movilizaciones, durante esta fase de la guerra de independencia las provincias del interior se desentendieron en gran medida de la lucha contra los realistas, dejando a las fronterizas la mayor parte del esfuerzo bélico. Aunque el ingeniero militar Francisco José de Caldas afirmaba que las Provincias Unidas tenían diez mil hombres para derrocar a Nariño, a quien llamaba tirano, la verdad es que los ejércitos neogranadinos siempre fueron de tamaño reducido. El historiador español Salvador de Madariaga estimó que en 1814 los patriotas contaban con 3000 hombres dispersos en Cúcuta, Casanare y Popayán, otro tanto guarnecía Cartagena pero actuaba por su cuenta y otro tanto se había perdido en la malograda expedición de Nariño.
Tanto federalistas como centralistas usaban a los batallones como la unidad básica de sus milicias, clasificándolos en dos categorías: de reclutamiento y de combate. Los primeros se constituían de las milicias coloniales, especialmente las disciplinadas, y servían como reserva. Los segundos se formaban reclutando a los soldados más aguerridos y experimentados de otras unidades, formando unidades de élite capaces de realizar maniobras militares complejas. La oficialidad usualmente estaba formada por miembros de las clases medias, como comerciantes, o del patriciado; la pertenencia a este último ayudaba a ascender rápidamente en los rangos, aunque con el desarrollo de la guerra también fueron apareciendo oficiales venidos de la tropa.

### Preparativos defensivos
En cambio, el 30 de noviembre llegó a Bogotá la noticia de que Bolívar marchaba con un ejército sobre la ciudad y el 1 de diciembre hubo un «toque de la generala», lo que se repitió tres días más tarde. Era un llamado a todo hombre a presentarse a la defensa de la urbe, tuviera o no armas. El 2 de diciembre llegó oficio de Bolívar en que solicitaba las armas y soldados de Cundinamarca para reconquistar Caracas. El 3 de diciembre en esa ciudad se decidió rechazar los ofrecimientos de rendición de las Provincias Unidas y se prepararon para el asedio. Para decidir se había reunido una asamblea de «padres de familia» en el convento de San Agustín, participando más de mil personas. Se armaron a los vecinos y se repartieron cuchillos entre las mujeres. Aquel mismo día empezaron a cavarse las trincheras, lo que se continuó al siguiente, con los sacerdotes de las iglesias de San Diego y San Francisco y muchas mujeres, incluyendo nobles, ayudando en los trabajos; muchos temían a los rumores de saqueos perpetrados por los venezolanos en su marcha.
El 5 de diciembre, los defensores construyeron fuertes en San Diego, La Alameda y San Victorino, donde instalaron cañones de 8 libras, cuatro, tres y cinco respectivamente; además, había seis pedreros en San Diego. También se distribuyeron unidades para guarnecerlos, los Patriotas a San Diego, los Nacionales a La Alameda y los Auxiliares o Defensores de la Patria a San Victorino; las milicias se instalaron en la plaza principal.
El arzobispo de la ciudad, Juan Bautista Sacristán, excomulgó a Bolívar y sus oficiales y se les advirtió a los defensores que los federalistas venían con intenciones de destruir la ciudad y a la Iglesia católica.

## Fuerzas enfrentadas

### Federalistas
En el siglo XIX el historiador y militar español Feliciano Montenegro Colón hablaba de 1800 ó 3000 soldados de las Provincias Unidas. Décadas después, los historiadores colombianos Jesús María Henao y Gerardo Arrubla apoyarían la primera cifra del español, que también fue aceptada por su colega y compatriota, José María Vergara y Vergara, quien distribuía a los federales en 1300 infantes y 500 jinetes de los que 800 serían venezolanos.
En el siglo XX, el también historiador, pero venezolano, Vicente Lecuna (luego repetido por el colombiano Rafael Pardo), afirma que eran 1000 veteranos venezolanos batallones Barlovento, Valencia y La Guaira y el escuadrón Soberbios Dragones de Caracas, y 2000 eran reclutas de Tunja; muchos luchaban como infantería con lanzas pues se habían acostumbrado a ese tipo de combate en Venezuela. Durante la marcha, Bolívar se dio cuenta de que su ejército era muy pequeño como para asediar Bogotá, así que hizo levas de caballería en el altiplano cundiboyacense hasta reunir 2000 hombres armados con lanzas o astas de púas, llegando a ser muy útiles algunas de esas unidades.
El historiador español Francisco Antonio Encina sostuvo que la hueste federal incluía 1000 veteranos al mando del general Urdaneta, 2000 milicianos a pie aportados por las provincias (muchos armados sólo con machetes) y 2000 lanceros a caballo que se le sumaron durante su marcha por Cundinamarca. De estos, 800 eran venezolanos que lograron escapar con Urdaneta de la caída de la Segunda República. Respecto de las tropas de línea o regulares, el historiador señala que en Tunja apenas había 500 plazas, la mitad que en Cundinamarca. Posteriormente, el francés Clément Thibaud apoyó el cálculo de 5000 hombres y agregó que 800 eran veteranos y el resto irregulares, basándose en el historiador colombiano José Manuel Groot, quien estimaba que las provincias de Tunja y Socorro pudieron movilizar esas cantidades de milicianos y veteranos durante la primera fase de la guerra civil.
Destacaba el batallón Bravos del Socorro, de 200 a 300 plazas al mando de Lino Ruiz. Llegaron a finales de año a Tunja y de inmediato fueron incorporados a la hueste de Bolívar. Otro batallón de socorranos llegó a Tunja cuando los federalistas ya estaban ultimando la rendición de Bogotá. En realidad, solo las provincias de Socorro y Tunja combatieron en esta campaña, el resto de las provincias del interior ya se habían sometido de una u otra forma a los mandatos de Cundinamarca.

### Centralistas
Henao y Arrubla dicen que los defensores sumaban 1500 regulares y 2000 vecinos armados, entre ellos los sobrevivientes de la campaña de Nariño, al mando del brigadier José Ramón de Leyva. Un número más bajo lo da Caballero, quien afirma que cerca de 3000 hombres se reunieron para defender la villa, incluyendo 200 jinetes que llegaron el 6 de diciembre.
El colombiano Enrique Uribe White los rebaja a 1400 efectivos, de los que 900 serían tropas de línea y 500 milicias reclutadas a última hora, cifra apoyada por la mayoría de los historiadores. Lecuna respeta los números de Uribe White y agrega que al recibir la intimidación para rendirse, las autoridades de Santafé cavaron fosos, reconstruyeron parapetos, montaron baterías en las vías de acceso a la ciudad y realizaron una leva, pero no pudieron reunir más de 2000 combatientes.

## Asedio

### Negociaciones

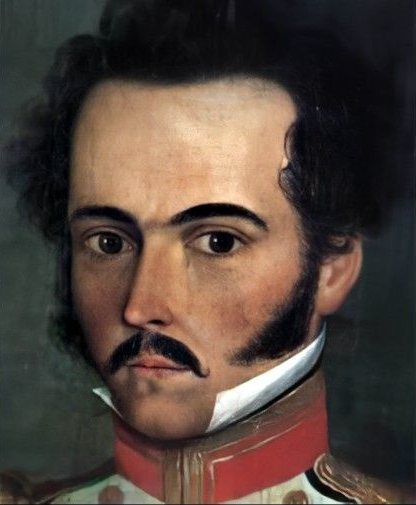
Retrato de Simón Bolívar, fechado en 1812, autor anónimo.

Bolívar recibió la respuesta a su demanda del 2 de diciembre —en que solicitaba las armas y soldados de Cundinamarca para reconquistar Caracas— en la hacienda Hato Viejo y resolvió continuar la marcha. El 4 de diciembre, llamó de Tocancipá a escuadrones de caballería e hizo una leva de zapadores. A la jornada siguiente nombraba administradores para las salinas de Nemocón y Tenza para suministrar a su ejército, mientras que las primeras tropas federales llegaban a Zipaquirá. El 6 de diciembre llegaba a Chía. Según el cronista José María Caballero, en ese lugar o en Cajicá, los federalistas mataron al doctor español Lorita y luego saquearon la hacienda de otro español de apellido Marroquín y otra hacienda de un peninsular, llamada Yerbabuena, cerca del Puente del Común. Esto llevó a los vecinos españoles a armarse y formar un escuadrón de caballería propio. Acorde al cronista, sólo actuaron así por miedo a Bolívar y su fama de masacrar a los peninsulares. Permaneció en Chía hasta el 7 de diciembre, concentrando a toda su división, desde allí escribió una primera carta pidiéndole a Manuel de Bernardo Álvarez su capitulación, lo que fue rechazado. En aquella jornada los federalistas ocuparon Puente Grande y Fontibón, y en la tarde se acercaron a la casa de Garzón, a ocho o días cuadras de la ciudad.
El 8 de diciembre continuaba su marcha a Bogotá con la vanguardia de caballería apoyada por una columna de infantes al mando del teniente coronel Jacinto Lara. Durante su marcha, toda la provincia de Cundinamarca fue ocupada por los federales, que encabezados por una comisión política organizada por el Congreso y formada por el doctor Camilo Torres Tenorio y los brigadieres Manuel del Castillo y Rada y Antonio Baraya, organizaron el territorio, nombrando jueces patriotas y embargando los bienes de los españoles avecindados en La Mesa.
El 8 de diciembre, Bolívar acampó en el Techo, legua y media al norte de Santafé, desde donde envió un mensaje solicitando a Álvarez su capitulación: le recordaba que eran ciudadanos de la misma república, compartían la misma religión y eran compañeros de causa, armas y origen. Afirmaba no desear la destrucción de lo que denominó como «ciudad hermana, protectora de la libertad de Venezuela, orgullo del país, fuente de las luces y cuna de ilustres varones». Para acabar, el general venezolano aseguraba ser un libertador y no un conquistador, buscaba unir a los pueblos americanos para lograr la independencia. La oferta fue rechazada. También le escribió una carta privada al influyente peninsular Juan Jurado de Laynez, solicitándole interceder para lograr un acuerdo y negando las acusaciones de haber sido sanguinario en Venezuela. A las 10:30, los dragones federalistas se acercaron a la ciudad por el camino a San Victorino para observarla mejor y recibieron tres tiros de cañón y los atacaron un escuadrón de milicianos peninsulares. Los centralistas tomaron ganado y caballos alrededor de la villa y los llevaron a la ciudad a las 17:00 horas.
El 9 de diciembre el intercambio de mensajes continuó. Caballero afirma que 1000 jinetes federalistas recorrieron los campos alrededor de la ciudad hasta que varias guerrillas centralistas los forzaron a retirarse.

### Asalto

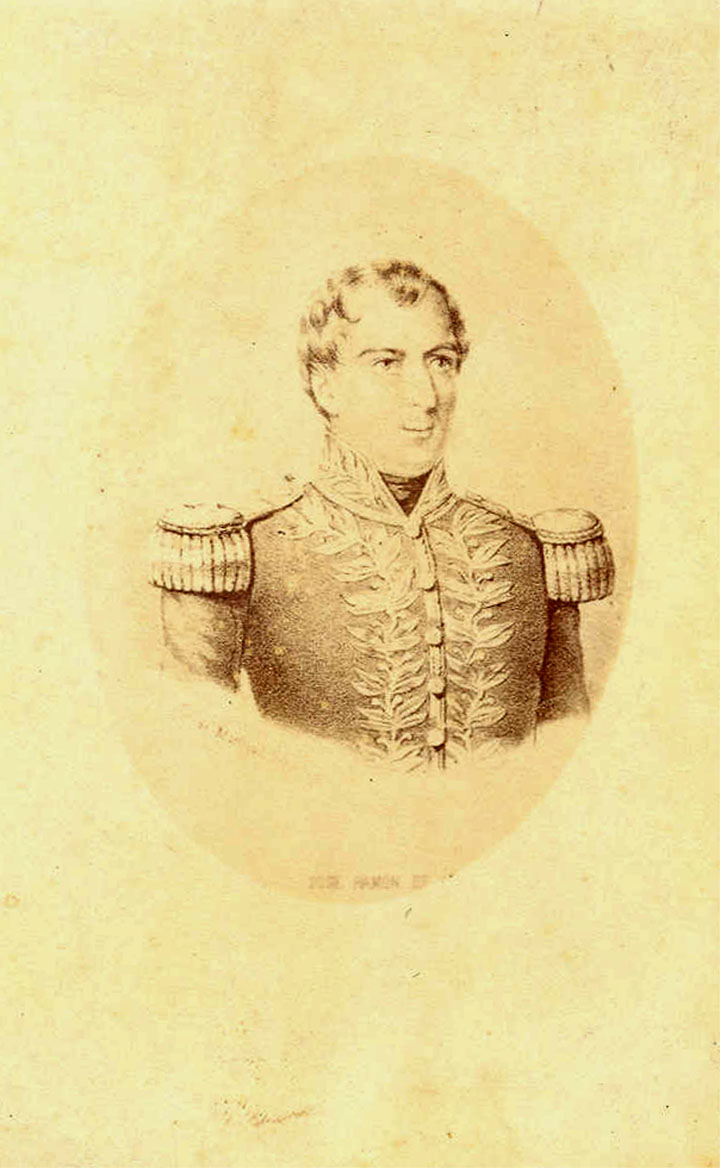
Grabado de la época del brigadier Leyva.

A las 8:00 horas del 10 de diciembre, Bolívar marchó sobre Santafé de Bogotá. Los combates se centraron inicialmente en el arrabal de San Diego (norte de Bogotá) y las posiciones más cercanas la batería de San Victorino (oeste), donde las defensas eran más fuertes y por ello los asaltos resultaron rechazados. Ante tal situación, el batallón Barlovento y algunos escuadrones de tunjanos rodearon la ciudad al moverse hacia la derecha, arrollaron al batallón Auxiliar Fucha, que fue desalojado del sector homónimo y debió retirarse al interior de la ciudad, y ocuparon el barrio de Santa Bárbara (sur) que tomaron por asalto a las 13:00. Luego, el batallón Socorro, que estaba en reserva, aprovechó para cargar el Arrabal de Egipto, pasando por Belén (este). Mientras se efectuaban estos ataques inesperados, el ataque frontal continuó y la batería de San Victorino casi fue capturada, estableciéndose una circunvalación de los defensores. La lucha fue feroz y duró hasta el anochecer, momento en que los atacantes establecieron un fortín en Belén. Los federalistas habían sufrido 29 muertos y heridos, peor lograron estrechar el cerco a los defensores.
El 11 de diciembre, a las 05:30 horas, se reiniciaron los combates. A las 06:00, los federalistas se decidieron a estrechar el cerco sobre sus enemigos y a las 10:00 una columna de los Cazadores, Dragones de Caracas y Lanceros del Socorro al mando del coronel francés Manuel Roergas Serviez tomó la batería de San Victorino, mientras otras avanzaban por las calles paralelas bajo el fuego de fusileros que les disparaban desde tejados, ventanas y balcones, dándose un combate casa por casa en algunos sectores. El oficial francés continuó su ataque por la calle Real hacia la plaza mayor. Al mediodía, los defensores estaban reducidos a la plaza mayor y los edificios inmediatos, pero ahí apoyaban sus defensas con una numerosa artillería. En San Victorino, Bolívar quitó con su propia mano la placa que conmemoraba la victoria de 1813 sobre los federalistas.
Finalmente, José María Lozano, heredero del marqués de San Jorge, intercedió para negociar una tregua. Sabiendo el coste de un asalto a la plaza mayor, Bolívar accedió a la oferta del marqués de una tregua que duraría hasta las 09:00 del día siguiente. Así, a las 19:00 horas los combates cesaron. En ese lapso, un oficial y 50 soldados federalistas que se descuidaron fueron degollados por sus rivales. Durante las consecuentes negociaciones no se logró acuerdo alguno, lo que reinició las hostilidades. La lucha final fue casa por casa, especialmente en Santa Bárbara, donde los federalistas se abrieron paso rompiendo las paredes de las casas para salir a las calles cercanas. Las bajas se volvieron muy elevadas mientras el bajo pueblo apoyaba a los defensores. No hubo cuartel entre los dos bandos. En todas las calles hubo combates y en todas quedaron cadáveres regados por el piso. Según Caballero, en una esquina bajo un palacio, más de 17 federalistas murieron y hasta aquella jornada habían caído un total de 300, según él estimaba, mientras que los centralistas apenas perdieron un sargento y 21 soldados.
Según Restrepo, a las 12:00 horas del 12 de diciembre, los federalistas se preparaban para el asalto final a la plaza mayor cuando Álvarez y Leyva, con el agua cortada y sin víveres, empezaron a negociar su capitulación. El gobierno de Cundinamarca reconocería la supremacía del Congreso, pondría a disposición del general en jefe todas sus armas y material y se respetarían las vidas y propiedades de los habitantes de la ciudad. En cambio, Caballero afirma que todos los centralistas estaban en la plaza esperando el último asalto cuando sus comandantes empezaron a negociar, logrando un acuerdo por el cual entregaron sus armas, lo que comenzó a las 09:00. Después de ser desarmados, los centralistas fueron dispersados y todos sus cuarteles ocupados por los vencedores.
El 13 de diciembre, Bolívar publicó dos proclamas. En la primera garantizaba la seguridad a todo ciudadano que vivía en la ciudad y en la segunda advertía a los soldados vencidos dispersos que serían ejecutados si no se presentaban en tres días. El 19 de diciembre se instaló un colegio electoral y José Sanz de Santamaría fue nombrado como su presidente. En la siguiente jornada, el brigadier José Miguel Pey fue nombrado gobernador de la provincia.

### Saqueo
Karl Marx acusa a Bolívar de permitir el saqueo de la ciudad: «Aunque la ciudad había capitulado, Bolívar permitió a sus soldados que durante 48 horas la saquearan». Restrepo señala que los soldados irritados, especialmente los venezolanos, comenzaron a saquear la ciudad, especialmente Santa Bárbara, matando a los vecinos españoles y destruyendo el Observatorio Astronómico, refiriéndose a los eventos como «¡Tristes consecuencias de las discordias civiles!». Los soldados se llevaron los documentos, libros e instrumentos. Según documentos de la época, las violaciones de mujeres, el robo de casas y el saqueo de templos llevaron a las autoridades eclesiásticas a exigir la excomunión del general y sus oficiales, cuyo actuar fue tachado de «salvaje». Se sabe que durante aquel período fueron numerosos los casos de funcionarios y soldados que aprovechaban el caos de la guerra para robar la plata, el oro y las piedras preciosas de los templos, y no dar cuenta a sus superiores, aunque por ley eran castigados de ser descubiertos.
Las profesoras Alba Patricia Cardona Zuluaga y Liliana María López Lopera indican que durante la batalla gran parte de la ciudad quedó devastada. Esto llevó a la capitulación, cuyas cláusulas fueron respetadas, lo que llevó a varios sacerdotes que habían hablado mal de Bolívar, pues tenía una mala fama por su Decreto de Guerra a Muerte, a retractarse públicamente. Tras garantizar en un bando el respeto de la vida al resto de la población junto a sus propiedades, el arzobispo levantó el edicto en que excomulgaba a Bolívar. Según Lecuna, «el Arzobispo satisfecho por su conducta humana y religiosa, levantó el edicto por el cual lo había excomulgado».

## Consecuencias

### Bajas y recompensas

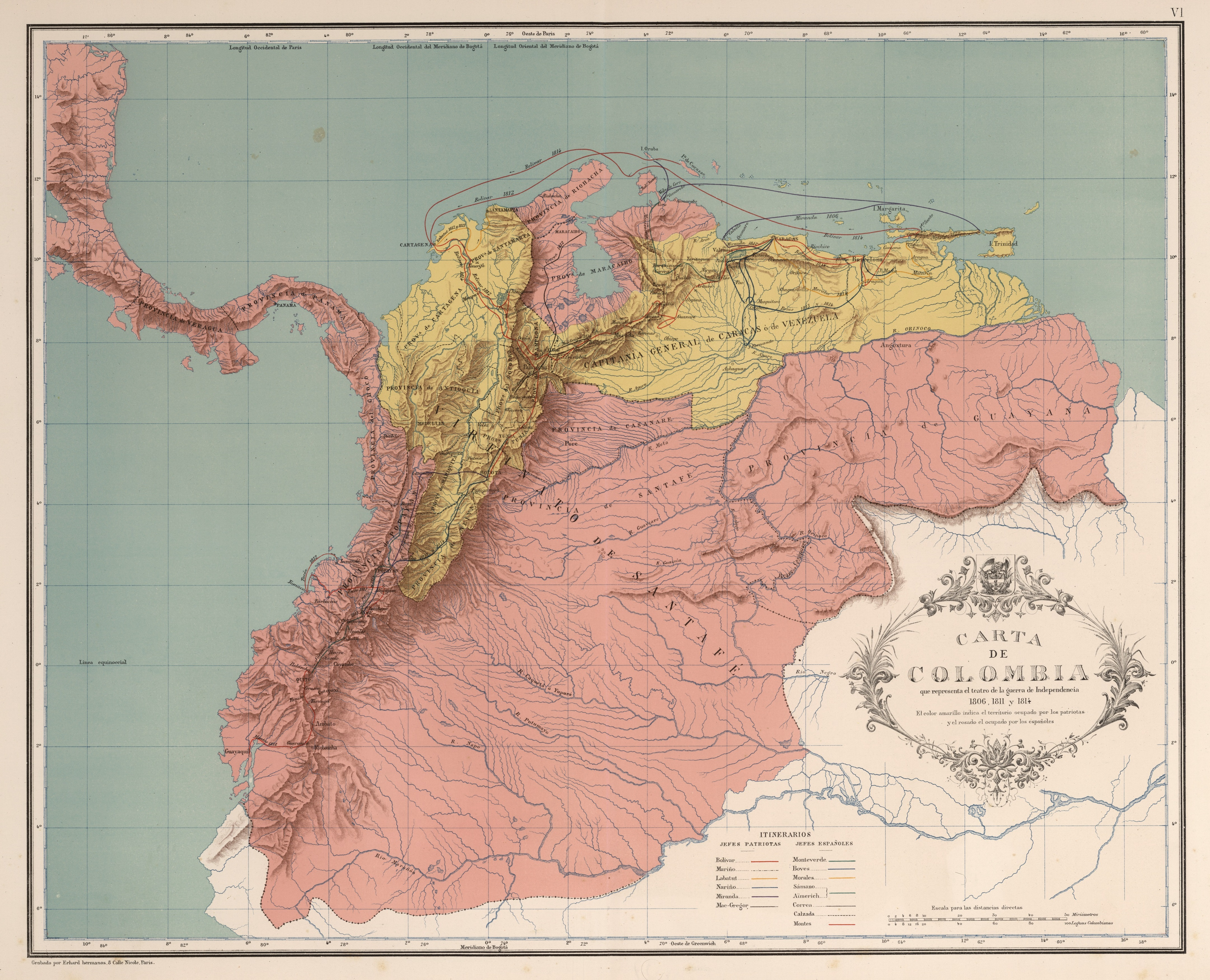
Campañas de la Guerra de Independencia de la Nueva Granada hasta 1814.

Bolívar sufrió 204 muertos y 100 heridos; las bajas de los defensores fueron un poco menores. Se capturaron 2000 fusiles, 400 pares de pistolas, 40 cañones y numerosos pertrechos y municiones. El 15 de diciembre, Bolívar fue nombrado Capitán General de los Ejércitos de la República y volvió a la capital federal donde se reunió con miembros del gobierno y el Estado Mayor. Por su participación, Urdaneta fue ascendido a general de división el 5 de enero de 1815.
Por la victoria se hicieron celebraciones públicas y religiosas en Tunja. Santafé fue nombrada como nueva capital federal el 13 de enero. Diez días después, el Congreso reiniciaba sus sesiones ahí.

### Planes
Quedaba la Nueva Granada unificada por el gobierno federalista. En Tunja, Bolívar y su Estado Mayor decidieron lanzar una ofensiva sobre Santa Marta, Riohacha, Maracaibo, Coro y toda Venezuela. Su plan era hacer levas en Tunja y Socorro y formar unidades usando de base a los veteranos de Urdaneta hasta tener un ejército de 6000 hombres. Esperaba contar con algunos buques para transportar sus suministros mientras él avanzaba por la costa con el ejército. Después volvería por Cúcuta y avanzaría hasta Lima por el sur.
Bolívar vivió un desaire de ser llevado ante un juicio militar por acusaciones de sus rivales, pero fue encontrado inocente, dejando Bogotá el 23 de enero. Siguió hasta Honda, donde siguió el río Magdalena hacia la costa caribeña. Le seguían 2000 hombres, de los que un cuarto llevaban fusiles, pero en su camino se encontró con el desafío del brigadier Castillo, jefe militar del Estado Libre de Cartagena, lo que llevó a un enfrentamiento entre ambos.
La federación era muy débil política y militarmente. En lo político, el virreinato se había vuelto «una colección de pequeñas repúblicas». Esto se debía a que por tradición sus valles eran muy autónomos entre sí porque su geografía los mantenía casi aislados. Además, dentro de cada provincia existían disputas entre la capital local y las ciudades subalternas que complicaban la situación, e indican que la lealtad de las personas era primeramente con su villa de origen. Frente a esta anarquía, los realistas samarios aprovecharon de fortalecerse con ayuda de Coro y Maracaibo, y a pesar del sometimiento de Santafé, los cartageneros se volvieron prácticamente independientes del gobierno de Tunja. Esto volvió a las fuerzas armadas de la federación inoperantes. Las Provincias Unidas poseían apenas 6000 a 7700 hombres, superaban en número a los cartageneros, pero estaban desnudos, hambrientos, muchas veces armados con largas estacas a modo de lanzas o picas y dispersos por su vasto territorio. La mayoría eran reclutas de Santander (provincias de Socorro y Pamplona), Cauca (Popayán) y el altiplano cundiboyacense (Tunja y Cundinamarca).
| Fuerza de las Provincias Unidas (inicios de 1815): Estimación de Thibaud según documentación de la época. |           |         |
| Lugar | Plazas    | Fusiles |
| Ejército del Sur (Popayán)                                                                                | 1037-1200 | 1899    |
| Ejército del Norte (Tunja)                                                                                | 1001      | 658     |
| Cartagena de Indias                                                                                       | 924       |         |
| Primer Ejército de Reserva (Chitagá)                                                                      | 796       | 658     |
| Segundo Ejército de Reserva (Santafé)                                                                     | 2253      | 169     |
| Casanare                                                                                                  | 668       |         |

La mala situación se agravó con la derrota de En Medio, que fuerza al gobierno federalista a alistar 22 buques y ayudar a organizar una guarnición de 3000 regulares para Cartagena. También, en los decretos de 1 y 22 de marzo, el Congreso ordenó la creación de batallones en Antioquia, Cundinamarca, Socorro y Tunja para reforzar al Ejército del Sur.

### Estudios de la época
- Caballero, José María (1946). Particularidades de Santafé. Bogotá: Biblioteca Popular de Cultura Colombiana.
- Capella Toledo, Luis (1884). Leyendas históricas I. Bogotá: Imprenta de La Luz.
- De Mosquera, Tomás Cipriano (1954). Memoria sobre la vida del General Simón Bolívar: libertador de Colombia, Perú y Bolivia. Bogotá: Imprenta Nacional. Originalmente publicada en 1870.
- Galindo, Aníbal (1900). Recuerdos históricos de Aníbal Galindo, 1840 a 1895. Bogotá: La Luz.
- Groot, José Manuel (1891). Historia eclesiástica y civil de Nueva Granada, escrita sobre documentos auténticos III. Bogotá: Casa Editorial de M. Rivas.
- Henao, Jesús María; Gerardo Arrubla (1920). Historia de Colombia para la enseñanza secundaria II. Bogotá: Librería Colombiana.
- Marx, Karl (1858). «Bolívar y Ponte». The New American Cyclopedia: a popular dictionary of general knowledge: Beam-Browning (en inglés) III. Nueva York: D. Appleton and Company. pp. 440-446. Digitalización y transcripción por Juan R. Fajardo, febrero de 1999, en web Archivo Marx/Engels.
- Mitre, Bartolomé (1890). Historia de San Martín y de la emancipación sud-americana III. Buenos Aires: Félix Lajouane editor.
- Montenegro Colón, Feliciano (1837a). Geografía general para el uso de la juventud de Venezuela III. Caracas: Imprenta de Damiron y Dupouy.
- Montenegro Colón, Feliciano (1837b). Geografía general para el uso de la juventud de Venezuela IV. Caracas: Imprenta de Damiron y Dupouy.
- O'Leary, Daniel Florencio (1881). Memorias del general O'Leary XIII. Caracas: Imprenta de La Gaceta Oficial. Véase también en Biblioteca Digital AECID.
- Osorio, Alejandro (1913). «Campaña de Nariño en el Sur». Boletín de historia y antigüedades (Bogotá: Imprenta Nacional) VIII (96): 735-747.
- Pérez, Felipe (1883). Geografía general física y política de los Estados Unidos de Colombia y geografía particular de la ciudad de Bogotá I. Bogotá: Imprenta de Echeverría hermanos.
- Restrepo, José Manuel (1858). Historia de la revolución de la República de Colombia en la América Meridional I. Besanzon: J. Jacquin.
- Rivas, José María (1888). Biografía del ilustre prócer general Rafael Urdaneta. Maracaibo: Imprenta Bolívar-Alvarado.
- Vergara y Vergara, José María; José Benito Gaitán (1866). Almanaque de Bogotá i guía de forasteros para 1867. Bogotá: Imprenta de Gaitán.
- Yanes, Francisco Javier (1949). Historia de la provincia de Cumaná: en la transformación política de Venezuela desde el día 27 de abril de 1810 hasta el presente año de 1821. Caracas: Ministerio de Educación Nacional, Dirección de Cultura y Bellas Artes.

### Estudios modernos
- Acosta de Samper, Soledad (2023). Biografía del general Antonio Nariño. Nordestedt: BoD - Books on Demand. ISBN 9791041936403.
- Álvarez, Jaime (1988). Este día en San Juan de Pasto y en Nariño. Pasto: Casa Mariana.
- Arenas, Emilio (2019). «Capítulo 2. La patria boba». El juego del palo negro: Orígenes republicanos, guerras civiles, pérdida de Panamá y violencia política. Nueva York: LAVP. ISBN 9780463327524.
- Cardona Zuluaga, Alba Patricia; Liliana María López Lopera (2018). «Las capitulaciones de diciembre de 1814 en Santafé de Bogotá». Araucaria. Revista Iberoamericana de Filosofía, Política, Humanidades y Relaciones Internacionales XX (40): 813-827. ISSN 1575-6823.
- De Madariaga, Salvador (1951). Bolívar I. Madrid: Espasa-Calpe.
- Delgado, Álvaro (1976). La colonia: temas de historia de Colombia. Bogotá: Centro de Estudios e Investigaciones Sociales (Ceis).
- Encina, Francisco Antonio (1961). Bolívar y la independencia de la América española: Independencia de Nueva Granada y Venezuela (parte 1) III. Santiago: Nascimiento.
- García Rivera, Federico (1944). Independencia de América: Bolívar (1809-1898). Barcelona: Juventud.
- Guerrero Barón, Javier (2017). «Anexo N° 1. Epistolario de Caldas». Caldas después de la derrota. ¿Geógrafo, astrónomo o ingeniero antes que científico?. Tunja: Universidad Pedagógica y Tecnológica de Colombia. pp. 67-146.
- Lecuna, Vicente (1950). Crónica razonada de las guerras de Bolívar: formada sobre documentos, sin utilizar consejas ni versiones impropias. Conclusiones de acuerdo con hechos probados, y la naturaleza de las cosas I. Nueva York: The Colonial Press.
- Lecuna, Vicente (1955). Bolívar y el arte militar. Nueva York: The Colonial Press.
- Liévano Aguirre, Indalecio (2015). Los grandes conflictos sociales y económicos de nuestra historia II. Bogotá: Tercer Mundo Editores. ISBN 9781507851531.
- Lovera De-Sola, Roberto (2016). «Capítulo 105: En el Ejército Real: los grados militares de Bolívar». Simón Bolívar en el tiempo de crecer: Los primeros veinticinco años (1783-1808). Caracas: Editorial Alfa. ISBN 9788416687626.
- Malamud Rikles, Carlos D. (1992). Las Américas. Los países andinos: De la Independencia a la Gran Depresión XXXIV. Madrid: Akal. ISBN 84-7600-905-4.
- Martínez Garnica, Armando (2005). «La reasunción de la soberanía por las provincias neogranadinas durante la Primera República (1810-1815)».  En Germán Cardozo Galué; Arlene Urdaneta Quintero, ed. Colectivos sociales y participación popular en la independencia hispanoamericana. Maracaibo: Universidad de Zulia. pp. 75-106. ISBN 9789802329175.
- Mercado, Jorge (2015).  Luis Villamarín, ed. Campaña de Invasión del Teniente General don Pablo Morillo 1815-1816: El régimen del terror. Bogotá: Ediciones LAVP. ISBN 9781508504900.
- Ortega Ricaurte, Daniel (1960). Álbum del sesquicentenario. Bogotá: Academia Colombiana de Historia.
- Pardo Ruedo, Rafael (2004). La historia de las guerras. Bogotá: B. ISBN 9789589740552.
- Pita Pico, Roger (2017). «El saqueo de los ornamentos y las alhajas sagradas en las Guerras de Independencia de Colombia: entre la represión política y la devoción religiosa». Revista Complutense de Historia de América (43): 179-202. ISSN 1132-8312.
- Reyes Cárdenas, Ana Catalina (2012).  Carlos Alberto Patiño Villa, ed. Estado, guerras internacionales e idearios políticos en Iberoamérica. Bogotá: Universidad Nacional de Colombia. ISBN 9789587611533.
- Rodríguez Plata, Horacio (1963). La antigua provincia del Socorro y la independencia. Bogotá: Publicaciones Editoriales Bogotá.
- Ruiz Churión, Jario (1992). Mexa grameta metacuya: el Meta: recopilación, cronistas e historiadores 1530-1830. Villavicencio: Editorial Juan XXII & Cámara de Comercio de Villavicencio.
- Thibaud, Clément (2003). Repúblicas en armas: los ejércitos bolivarianos en la Guerra de Independencia en Colombia y Venezuela. Lima: Planeta & Instituto Francés de Estudios Andinos. ISBN 9789584206145.
- Uribe White, Enrique (1969). El Libertador: campaña de 1819, episodios en su vida. Bogotá: Taller Gráfico del Banco de la República.
- Valencia Tovar, Álvaro; José Manuel Villalobos Barradas (1993). Historia de las fuerzas militares de Colombia: Ejército I. Bogotá: Planeta. ISBN 9789586143554.
- Velásquez, Ramón J.; Alfonso Rumazo González; J.A. de Armas Chitty; Aníbal Laydera Villalobos; Pedro Grases & Alfredo Toro Hardy (1983). Los Libertadores de Venezuela. Caracas: Meneven.
- Uribe White, Enrique (1969). El Libertador: campaña de 1819. Episodios en su vida. Bogotá: Taller Gráfico del Banco de la República.
- Zúñiga Montúfar, Gerardo (1946). Batallas de la independencia: Chacabuco, Pichincha, Maipo, Junín, Boyacá, Carabobo, Ayacucho. San José: Imprenta Nacional.

- Datos: Q5708052